# Широкоголовы
Широкоголовы (лат. Asterophrys) — род бесхвостых земноводных из семейства Узкороты, эндемичный для Новой Гвинеи.
Яйца крупные, соединены чётковидно. После того, как самка отложит яйца, самец охватывает их лапами, прикрывая телом. Развитие головастиков проходит непосредственно в яйце. Органом дыхания головастиков является хвост.
В случае опасности лягушки «раздувают» себя заглатывая воздух и широко раскрывают рот, демонстрируя синий язык.
На ноябрь 2018 года в род включают 7 видов:
- Asterophrys eurydactyla (Zweifel, 1972)
- Asterophrys foja (Günther, Richards, and Tjaturadi, 2016)
- Asterophrys leucopus Richards, Johnston, and Burton, 1994
- Asterophrys marani (Günther, 2009)
- Asterophrys pullifer (Günther, 2006)
- Asterophrys slateri Loveridge, 1955
- Asterophrys turpicola (Schlegel, 1837)